# Mamerko Emilije Lepid Livijan
Mamerko Emilije Lepid Livijani (Mamercus Aemilius Lepidus Livianus, kraj 2. i početak 1. stoljeća pr. Kr.) Bio je rimski političar iz doba kasne Republike. Bio je brat Marka Livija Druza i sin istoimenog cenzora, a usvojen je u obitelj Emlijevaca. Bio je oženjen za Korneliju Sulu, kćer rimskog diktatora Sule. Godine 77. pr. Kr služio je kao konzul.